# Aire des trois Seigneurs
Die Megalithanlage Aire des trois Seigneurs (vollständig: Ensemble mégalithique de l’Aire des Trois-Seigneurs – deutsch „Platz der drei Herren“) ist eine rechtwinkelig geknickter Dolmen (französisch Dolmen à coudé) auf der Hochebene Causse de Sauveterre, auf der Grenze zwischen den Gemeinden Laval-du-Tarn und Gorges du Tarn Causses im Département Lozère in Südfrankreich. Dolmen ist in Frankreich der Oberbegriff für Megalithanlagen aller Art (siehe: Französische Nomenklatur).
Die in Ost-West-Richtung orientierte, aus dünnen Platten errichtete Anlage ist eine der größten im Lozère. Die Kammer ist 3,8 m lang, vorne 1,5 m und am Ende 0,8 m breit und 1,5 tief in den Fels eingearbeitet. Der nach Norden abknickende Zugangsteil bildet eine 4,1 m lange, 1,35 m breite Vorkammer, die zum größeren Teil Wände aus Trockenmauerwerk hat. Sämtliche Decksteine sind ausgegangen.
Die etwa 2000 v. Chr. in der Bronzezeit errichtete Anlage liegt im Rest eines Steinhaufens von etwa 21,0 m Durchmesser. Es wurden keinerlei Funde gemacht. Belegt ist eine Wiederverwendung in der Eisenzeit.
In der Nähe befinden sich zwei zerstörte Steinkreise und der Dolmen de la Cham.